# 羅斯希爾 (北卡羅萊納州)
羅斯希爾（英語：Rose Hill）是一個位於美國北卡羅萊納州杜普林縣的城鎮。

## 人口
根據2020年美國人口普查的數據，羅斯希爾的面積為3.74平方千米，皆為陸地。當地共有人口1371人，而人口密度為每平方千米367人。